# Klenemålagölen
Klenemålagölen är en sjö i Nybro kommun i Småland och ingår i Hagbyåns huvudavrinningsområde. Sjön är 7,8 meter djup, har en yta på 0,0775 kvadratkilometer och är belägen 100,4 meter över havet.

## Delavrinningsområde
Klenemålagölen ingår i det delavrinningsområde (627462-150152) som SMHI kallar för Mynnar i Svartabäcken. Medelhöjden är 111 meter över havet och ytan är 24,89 kvadratkilometer. Det finns inga avrinningsområden uppströms utan avrinningsområdet är högsta punkten. Lindrörsbäcken som avvattnar avrinningsområdet har biflödesordning 3, vilket innebär att vattnet flödar genom totalt 3 vattendrag innan det når havet efter 33 kilometer. Avrinningsområdet består mestadels av skog (82 procent). Avrinningsområdet har 0,68 kvadratkilometer vattenytor vilket ger det en sjöprocent på 2,7 procent.